# 清水隧道 (日本)

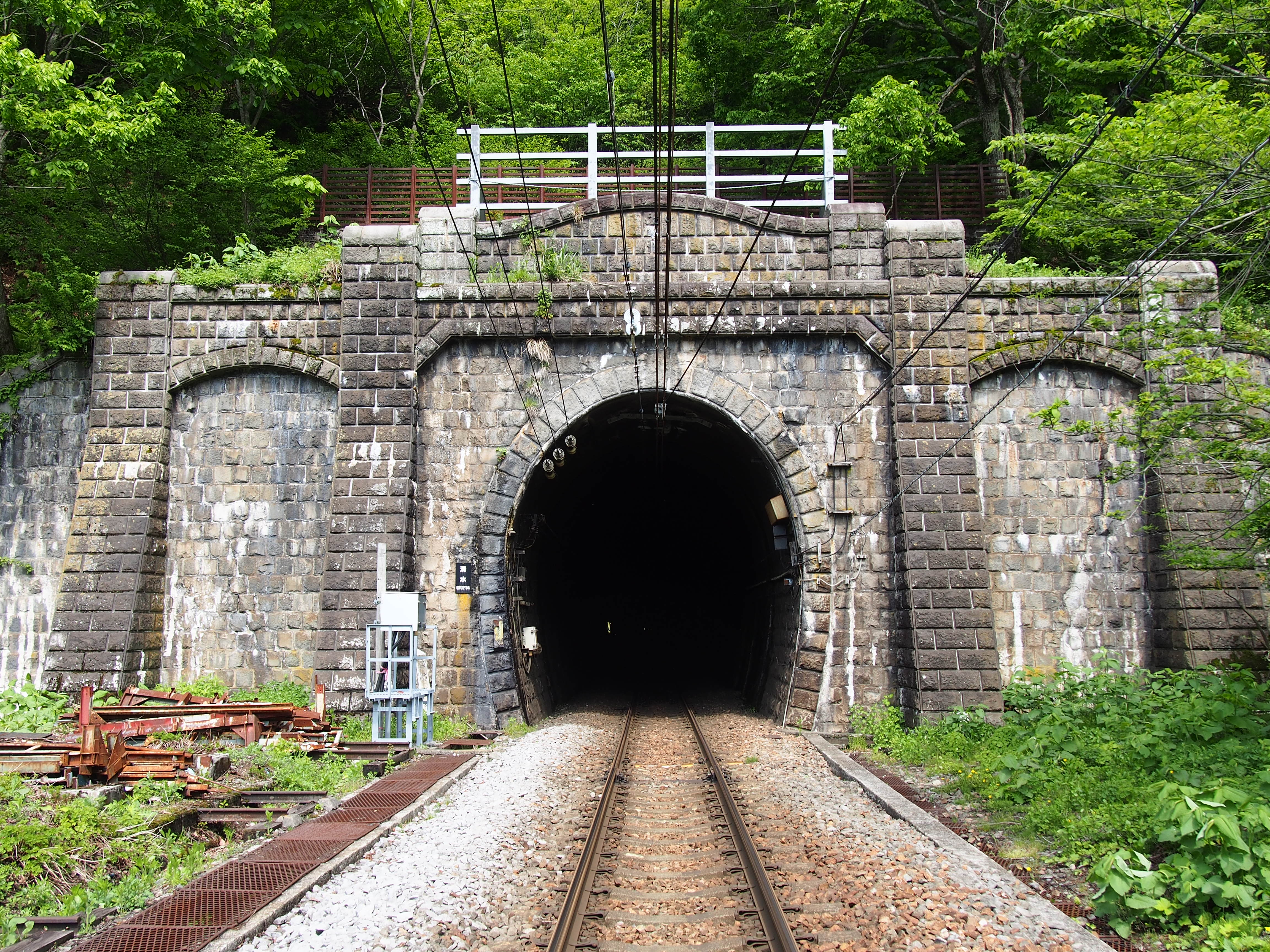

清水隧道（日语：／ Shimizu tonneru */?）是位於日本群馬縣與新潟縣之間的鐵路隧道，得名於附近的清水峠。
上越線的上下行各有一個單線隧道，往新潟方向的下行線稱為清水隧道，往群馬方向的上行線稱為新清水隧道。而上越新幹線所使用的是複線的大清水隧道。
- 清水隧道是1922年開工，1931年9月1日開通，全長9,702公尺。
- 新清水隧道是1963年開工，1967年9月28日開通，全長13,500公尺。
- 大清水隧道是1971年開工，1979年貫通，1982年11月15日開通，全長22,221公尺。

土合車站的下行月台设在新清水隧道内。

## 清水隧道

### 開通前
清水隧道完工前連結關東地區和新潟的鐵道主要靠跨越碓冰峠途徑長野和直江津的信越本線。繞行長野的路線非常長，途中有跨越困難的碓冰峠，所以往來關東和新潟之間十分不方便。1914年（大正3年），磐越西線全線完工，可以透過東北本線往來新潟，但還是繞道而行。

### 隧道建設工事
從群馬縣的水上到新潟縣的越後中里，在谷川岳的中部需要開挖7條單線鐵路隧道。谷川岳的山體雖然是堅硬的閃長岩，但施工比丹那隧道容易。群馬側和新潟側安裝環線以提高海拔高度，土合站和土樽站間的本隧道（清水隧道）長度儘量縮短。
當時，它也被稱為「清水隧道」。完工時，它是世界第九長的鐵路隧道。
1919年6月（大正8年）開始勘測，1921年秋（大正10年）完成勘測，歷時三年，飽受地形和氣候之苦。
高崎口在1922年8月18 日（大正11年）開始建設。而長岡口在 1923年10月6日（大正12年）開始建設。隧道於1929年12月29日（昭和4年）貫通，而隧道體的建設就於1931年3月14日（昭和6年）完工。
該工程由鐵道省直接控制，總造價為1172.5萬日元。高崎口施工期間傷亡人數為21人，重傷和輕傷高達1916人。長岡口施工期間有27人死亡，804人重傷。總共有48 人死亡，2,720 人重傷和輕傷。

### 開通後
新潟到上野的距離縮短了98公里，不用需要經過碓冰峠，所需時間縮短了約4小時，新潟地區和首都圈的交通狀況獲得了顯著改善。
直到1962年6月10日（昭和37年）北陸隧道開通，一直是日本最長的鐵路隧道，30多年來保持其地位。

## 茂倉號誌站
二戰期間為了增加運輸量，主要在上越線等單線主幹線上車站間距離較長的路段設置了很多號誌站，由於清水隧道的中段有複線斷面，從完工時就可以交會列車，因此於1943年（昭和18年）設立了茂倉號誌站。號誌站的名稱取自其正上方的谷川岳茂倉山。隨著後述的新清水隧道完工後，上下行線已經分離，無需再交會列車，於1984年11月1日（昭和59年）廢止。
| 茂倉號誌站                    | 茂倉號誌站                                              |
| ----------------------------- | ------------------------------------------------------- |
| ◄土合 (4.8 km) (5.9 km) 土樽► |                                                         |
| 所在地                        | 群馬県利根郡水上町 北緯36度50分45.5秒 東経138度55分53秒 |
| 擁有者                        | 日本國有鐵道                                            |
| 所屬路線                      | 上越線                                                  |
| 距離                          | 74.2公里（高崎起點）                                    |
| 開業日期                      | 1943年（昭和18年）5月15日                               |
| 廢止日期                      | 1984年（昭和59年）11月1日                               |

## 新清水隧道
由於戰後經濟增長，到新潟的班次增加，上越線進行雙軌化工程。新清水隧道於群馬側進入新湯檜曽信号場（現湯檜曽站），途中經過土合站附近的隧道，之後和清水隧道平行。
由湯檜曽站（下行月台）的群馬一側進入新清水隧道後。此外，土合站（下行月台）位於新清水隧道內，共有486級梯級與地面站大堂相連。
稱為「岩ハネ」的岩盤有魔離現象令工事困難重重，湯檜曽站附近突然有溫泉湧出。結果，由於泉脈中的水壓降低，周圍的溫泉鄉紛紛抱怨，因此用混凝土封閉了泉水。雖然施工難度很大，但由於技術進步，在清水隧道施工工期的一半左右就完成了。

隨著新清水隧道的完工，上行（東京方向）列車使用清水隧道，下行（新潟方向）列車使用新清水隧道。

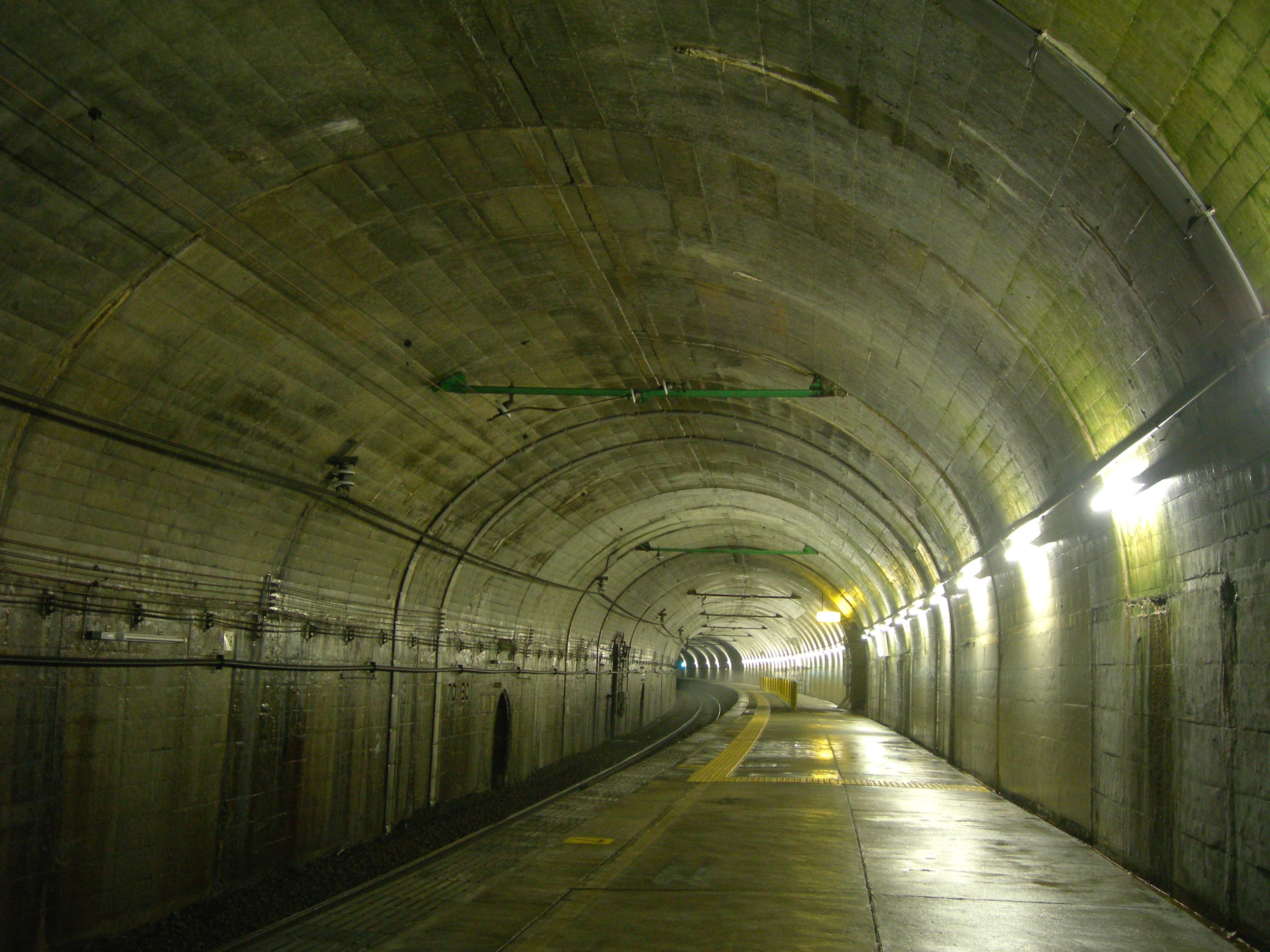
於下行新清水隧道湯檜曽站的地底月台（2010年7月）